# Bomolocha narratalis
Bomolocha narratalis là một loài bướm đêm trong họ Noctuidae.